# Decaspermum lanceolatum
Decaspermum lanceolatum är en myrtenväxtart som beskrevs av John William Moore. Decaspermum lanceolatum ingår i släktet Decaspermum och familjen myrtenväxter. Inga underarter finns listade i Catalogue of Life.